# Clairvillia breviforceps
Clairvillia breviforceps là một loài ruồi trong họ Tachinidae.